# Аньон, Хорхе
Хорхе Вашингтон Аньон Де Леон (исп. Jorge Washington Añón De León; 14 февраля 1961, Монтевидео) — уругвайский футболист и футбольный тренер.

## Карьера
В качестве игрока выступал за ряд уругвайских клубов и колумбийский «Индепендьенте Санта-Фе». Входил в состав молодежной сборной Уругвая. В ее составе Аньон в 1979 году победил на домашнем Чемпионате Южной Америки по футболу среди молодёжных команд, служившим отбором для участия в Чемпионате мира для игроков до 20 лет в Японии.
После завершения карьеры Аньон работал со многими уругвайскими детскими и молодежными командами, трудился в «Академии Nike» в США. Также специалист был главным тренером взрослых коллективов. Он являлся наставником чешского «Баника» из города Мост и сборных Вануату и Гренады.

## Достижения
- Чемпионат Южной Америки по футболу среди молодёжных команд (1): 1979.